# Mario Guerra
Mario Guerra (Roma, 1922 – 1991) è stato uno sceneggiatore italiano.

## Biografia
Fratello dello sceneggiatore e produttore cinematografico Ugo Guerra, nel cinema italiano collaborò tra il 1952 e il 1971 anch'esso come sceneggiatore (e diverse volte autore del soggetto) a circa 35 pellicole di vario genere.
Lavorò anche per la televisione, firmando nel 1969 un episodio della seconda stagione della serie Il triangolo rosso (Gli amici) e, come soggettista e sceneggiatore, per la serie All'ultimo minuto, due episodi della prima stagione (Il buio e La prigioniera), del 1971, e due episodi della terza stagione (Il bulldozer e Scala reale), del 1973. Fu anche autore radiofonico.

## Filmografia

### Sceneggiatore
- Il bandolero stanco, regia di Fernando Cerchio (1952)
- La mia vita è tua, regia di Giuseppe Masini (1954)
- Le avventure di Giacomo Casanova, regia di Steno (1954)
- Le schiave di Cartagine, regia di Guido Brignone (1956)
- Suor Letizia - Il più grande amore, regia di Mario Camerini (1956)
- La grande ombra, regia di Claudio Gora (1957)
- Il cielo brucia, regia di Giuseppe Masini (1957)
- Gli zitelloni, regia di Giorgio Bianchi (1958)
- La ragazza di piazza San Pietro, regia di Piero Costa (1958)
- Uomini e nobiluomini, regia di Giorgio Bianchi (1959)
- Un dollaro di fifa, regia di Giorgio Simonelli (1960)
- I baccanali di Tiberio, regia di Giorgio Simonelli (1960)
- Messalina Venere imperatrice, regia di Vittorio Cottafavi (1960)
- Chi si ferma è perduto, regia di Sergio Corbucci (1960)
- Totò, Peppino e... la dolce vita, regia di Sergio Corbucci (1961)
- I magnifici tre, regia di Giorgio Simonelli (1961)
- I soliti rapinatori a Milano, regia di Giulio Petroni (1961)
- Gerarchi si muore, regia di Giorgio Simonelli (1962)
- Due contro tutti, regia di Alberto De Martino e Antonio Momplet (1962)
- Perseo l'invincibile, regia di Alberto De Martino (1963)
- Gli eroi del West, regia di Steno (1963)
- Gli imbroglioni, regia di Lucio Fulci (1963)
- Gli onorevoli, regia di Sergio Corbucci (1963)
- I promessi sposi, regia di Mario Maffei (1964)
- Super rapina a Milano, regia di Adriano Celentano (1964)
- I maniaci, regia di Lucio Fulci (1964)
- Il vendicatore di Kansas City, regia di Agustín Navarro (1964)
- James Tont operazione D.U.E., regia di Bruno Corbucci (1966)
- Per qualche dollaro in meno, regia di Mario Mattoli (1966)
- Ringo e Gringo contro tutti, regia di Bruno Corbucci (1966)
- Spia spione, regia di Bruno Corbucci (1967)
- Colpo di sole, regia di Mino Guerrini (1968)
- Tutto sul rosso, regia di Aldo Florio (1968)
- Professione bigamo, regia di Franz Antel (1969)
- Rangers attacco ora X, regia di Roberto Bianchi Montero (1970)
- Arriva Durango... paga o muori, regia di Roberto Bianchi Montero (1971)